# Праезик
Праезик е източник на езици, които днес отнасяме към определена група или семейство. В повечето случаи езикът източник не ни е пряко известен, изключение прави групата на романските езици, чиято основа е ясна – простонародният латински.